# (3085) Donna
(3085) Donna (1980 DA; 1949 XF) ist ein ungefähr sieben Kilometer großer Asteroid des inneren Hauptgürtels, der am 18. Februar 1980 von den US-amerikanischen Astronomen Richard Eugene McCrosky, Cheng-yuan Shao, G. Schwartz und J. H. Bulger am Oak-Ridge-Observatorium (damals als Agassiz Station Teil des Harvard-College-Observatorium) (IAU-Code 801) entdeckt wurde.

## Benennung
(3085) Donna wurde nach Donna Marie Thompson benannt, die als Verwaltungsassistentin für das Minor Planet Center und das Central Bureau for Astronomical Telegrams für die Bearbeitung von Abonnements zuständig ist.